# محمد الصادق مغلس
محمد الصادق عبد الله ثابت غالب عوض مُغلِّس، عالم دين يمني، وداعية، وقاضٍ، وبرلماني سابق، وعضو الاتحاد العالمي لعلماء المسلمين.

## الميلاد
ولد في 25 ذو الحجة 1371هـ - 14 سبتمبر 1952م في محافظة تعز اليمنية.

## النشأة
أتمَّ حفظ القرآن في مسقط رأسه ولمَّا يُكمِل الثامنة من عمره، ثم انتقل جنوباً إلى محافظة عدن وأكمل فيها دراسته الابتدائية، وعاد بعدها إلى مديرية التُّربة التابعة لمحافظة تعز ودرس فيها الإعدادية، وفي مدينة تعز أتمَّ دراسته الثانوية، وأدى بعدها خدمَته لمدة سنة في الجانب التدريسي.

## انضمامه للحركة الإسلامية في اليمن
كان متأثراً منذ وقت مبكر من حياته بالحركات الإسلامية ورموزها كحسن البنا وسيد قطب، وأثناء دراسته الثانوية تأثَّر بعبده محمد المخلافي وعبدالمجيد الزنداني، وبعد الثانوية سافر إلى العاصمة صنعاء، والتقى بالزنداني الذي كان له الدور البارز في إقناعه بترك المنحة المقدمة له من الدولة للسفر إلى الاتحاد السوفيتي للدراسة، والاستعاضة عن ذلك بالخروج إلى القبائل الشمالية وتوعيتها بخطر اتفاقية الوحدة التي أبرمها الرئيس عبدالرحمن الإرياني مع الشيوعيين في اليمن الجنوبي سابقاً، وهو ما تمَّ.

## الخروج إلى محافظة صعدة
سافر محمد الصادق مع الشيخ الزنداني وعدد من العلماء والدعاة ومنهم الشيخ أحمد سلامة إلى محافظة صعدة، وذلك في عام 1971م، ومرُّوا في طريقهم بالقبائل التي بين صنعاء وصعدة، وقاموا بالتحذير من بنود اتفاقية الوحدة بين الدولتين في الشمال والجنوب، واستقر بهم المقام في المناطق القريبة من الحدود السعودية لعدد من السنوات.

## الدراسة في المعهد العالي للقضاء
دخل مع الدفعة الأولى في المعهد العالي للقضاء عام 1981م، وتخرَّج منه عام 1983م، وكان ترتيبه الأول.

## العمل في القضاء
اشتغل في القضاء لمدة 9 سنوات من عام 1984م إلى عام 1992م في مجال التفتيش القضائي.

## الدخول للبرلمان اليمني
شارك في عام 1993م عن الدائرة (18) في العاصمة صنعاء في الانتخابات البرلمانية الأولى بعد الوحدة اليمنية، وفاز فيها، وانضم لكتلة التجمع اليمني للإصلاح، وكان له دور ملحوظ في البرلمان، مما جعل حزب المؤتمر الشعبي العام الحاكم يحشد ضده في الانتخابات التالية عام 1997م ويسقطه، واتهم الشيخُ عبدالله بن حسين الأحمر رئيس البرلمان اليمني الحزبَ الحاكم حينها بالتزوير، حيث قال:
مثل محمد الصادق، فقد حشروا في دائرته (35.000) في حين أن قوام الدائرة (45.000 إلى 50.000) ، فهذا يدل على أن كل من في الدائرة تم تسجيله بما فيهم الأطفال الرضع .. وماذا يعني هذا الحشد؟ أليس تعمد إسقاط هذا العنصر (الصادق) الذي هو مثل اسمه؟‍‍!
وبعد خروجه من البرلمان كان من الشخصيات التي تهاجمها بعض الصحف وخاصة التابعة للحزب الحاكم.

## تغيُّر قناعاته عن جدوى الانتخابات الديمقراطية
بعد العام 1997م تغيَّرت قناعته بجدوى التغيير للأوضاع وإصلاحها عبر الانتخابات الديمقراطية، وألَّف قصيدة بعنوان: فتنة الدهيماء، وقد لاقت رواجاً وأثارت الجدل، واتهمه خصومه بأنَّ خسارته للانتخابات هي السبب وراء تأليفه القصيدة.

## العمل بجامعة الإيمان
قام بالتدريس بجامعة الإيمان، وتولى فيها منصب نائب رئيس الجامعة للإرشاد والحسبة.

## علاقته بالشيخ مقبل بن هادي الوادعي
كانت العلاقة بين الشيخ مقبل الوادعي والحركات الإسلامية متوترة، ويُعدُّ محمد الصادق من القلائل الذين انتموا لحركات إسلامية وحظوا بعلاقة طيبة مع الشيخ مقبل الوادعي، مع أن الشيخ مقبل انتقده في بعض مواقفه، ومنها فتواه أثناء عضويته للبرلمان بجواز تصوير المرأة من أجل المشاركة في الانتخابات، فردَّ عليه الشيخ مقبل بقوله:
محمد الصادق يقول في خطاب له نشرته جريدة «الصحوة» وقد ألقاه في جامع الدعوة بباب اليمن: «إن تصوير المرأة للانتخابات مثل تصويرها للحج»، ويا سبحان الله يا محمد تجاهلت الحج ركن من أركان الإسلام والانتخابات طاغوتية، فالفارق كما بين السماء والأرض.

## معارضته لبعض مواقف التجمع اليمني للإصلاح
عارض محمد الصادق عدداً من مواقف التجمع الذي ينتمي إليه ويشغل عضو مجلس شوراه، ووُصِفَ بأنه من جناح الصقور أو جناح سلفيي الإصلاح أو الجناح الديني أو الجناح المتشدد.

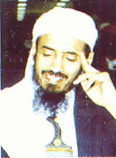
محمد الصادق في إحدى المؤتمرات العامة للتجمع اليمني للإصلاح

## أبرز مشايخه[2][19]
الشيخ محمد بن سالم البيحاني
الشيخ محمد بن إسماعيل العمراني
الشيخ أحمد محمد زبارة
الشيخ عبدالمجيد الزنداني
الأستاذ ياسين عبدالعزيز القباطي
الشيخ يحيى لطف الفسيل

## كتاب الخلافة القادمة
ألَّف كتاب الخلافة القادمة، والكتاب يعتمد على حساب الجمَّل وقدَّم له عدد من العلماء البارزين، وأثار الكتاب جدلاً، وفي مقابلة مع صحيفة الجمهورية معه أعطى نبذة عن الكتاب وبيَّن موقفه من عدد من القضايا.

## انتقاله إلى تركيا
منذ سيطرة الحوثيين على صنعاء عام 2014م انتقل للعيش في تركيا، وله مشاركات في بعض الفعاليات والنشاطات التي تقام هناك.

## وصلات خارجية
- www.ssadek.com الموقع على الويب
- الصفحة في إسلام ويب